# 法国波旁复辟
波旁復辟是法蘭西王國末期的一段特殊時期，自1814年4月6日拿破仑一世首次逊位起，至1830年7月29日七月革命止，中間因1815年拿破仑一世百日王朝復辟而短暫中斷。法國在此期間由波旁王朝統治，採行君主立憲制，是法國歷史上少有未對外征戰的承平時期，國內初步工業化、經濟發展穩定，直至末期經濟衰退導致七月革命爆發

## 历史

### 波旁家族的努力回归（1814年至1815年）

#### 法兰西帝国的终结

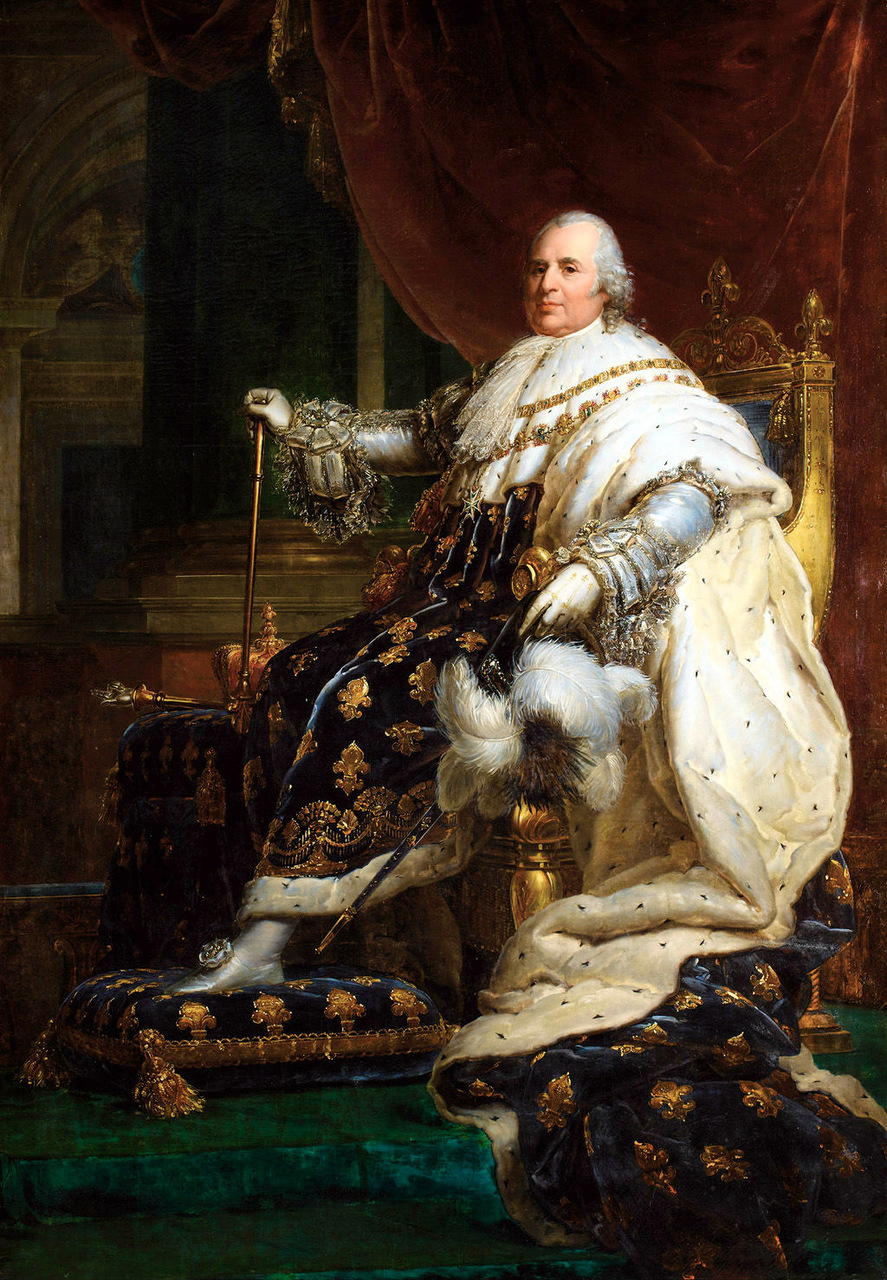
在反法同盟犹豫了一段时间后，依靠塔列朗的斡旋，路易十六的弟弟路易十八代表波旁家族重返王位。

拿破崙在1812年底从俄罗斯撤退以后，与第六次反法同盟进行的“德意志战争”又遭受挫折，法兰西帝国变得十分脆弱。紧接着是1814年“法国战争”的失败，民众已经厌倦了战争。拿破仑对和平条件的不妥协导致反法同盟国家发动了一场无休止的战争，直到促使其垮台。法国人民对反法同盟的入侵做出不同反应，一些人顽强地抵抗，而其他人，尤其是巴黎民众，欢迎入侵者并把他们当作解放者。这时，对战争的厌倦和对停止征兵征税的渴望把一大部分人团结到君主制复辟这个念头的周围，而它似乎能提供这个保证。
不过，反法同盟国家对王位的人选问题出现了分歧。波旁家族的后代得到了英国的支持，然而俄罗斯却极力反对。在根据事态的发展做出决定之前，还准备了几种方案。这使得事情向有利于普罗旺斯伯爵（未来的路易十八）的方向发展。他的亲信在许多城市，尤其是波尔多，成功地激起了人们对波旁家族的好感。同时，拿破仑退隐到枫丹白露，只留下塔列朗在巴黎同外国势力进行谈判。塔列朗成功地操纵参议院和立法团于4月2日宣布废黜皇帝拿破仑，并把王位给予普罗旺斯伯爵。塔列朗在说服俄罗斯相信这一方案的可取性之后，他使一部宪法（《1814年宪法》）获得了通过。这部宪法接近于《1791年宪法》，结果引起了君主制拥护者们的强烈不满。同一天，拿破仑退位，并成为厄尔巴岛公国的统治者，还可以依靠这个头衔获得津贴。
普罗旺斯伯爵此时还在英国，是他的弟弟阿图瓦伯爵首先回到法国，勉强地接受了要有一部宪法的观念，但并没有因此在文本上宣誓。另外还决定用白色旗取代三色旗，这令军队感到失望。新的统治者于4月底抵达法国，并于5月2日与参议员会面。在他的《圣旺宣言》中，新国王对人民的主权提出了质疑，并且决定对给予他权力的这部宪法进行修改。为了确保自路易十六以来统治的连续性，同时考虑到路易十七的“统治”，他决定选择路易十八这个名字。实际上，自1795年路易十七死后，他就一直把自己看作是法国的统治者。
尽管有这些声明，路易十八组建的政府是温和的，这是调和的结果。5月30日，签署了《巴黎条约》（1814），跟反法同盟国家达成和平。法国恢复到1792年的边境，但有一些附加条款，被迫丧失掉部分殖民地和所有在法国大革命战争和法兰西帝国战争时期征服的地方。条约是通过塔列朗协商的。尽管条约基本上有利于法国，但是在新政权一开始就丢失领土，这成为随后被反对党反复指责的一件事。

#### 第一次波旁复辟

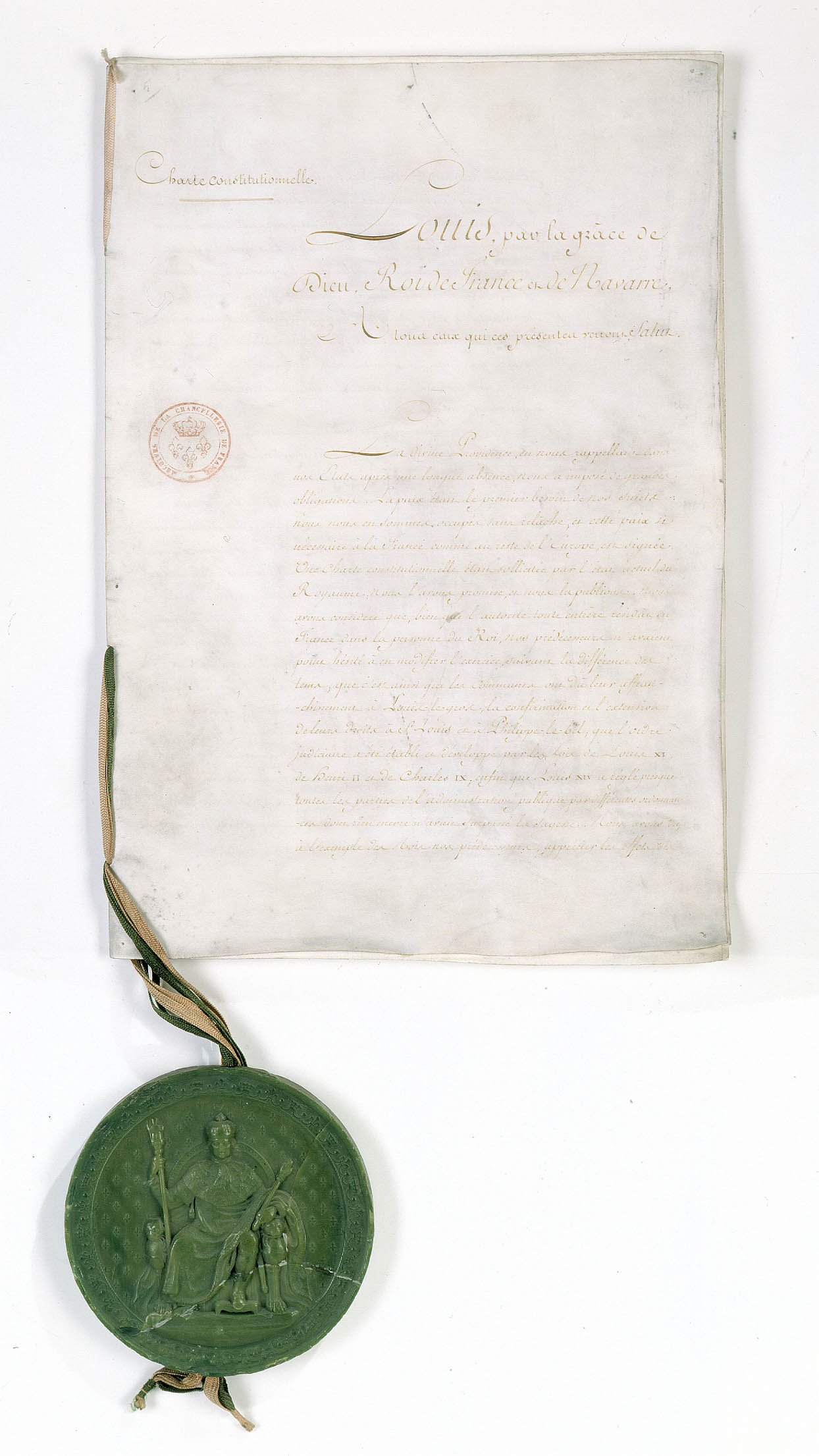
路易十八1814年6月4日授予的《1814年宪章》

路易十八获得王位标志着第一次波旁复辟的开始。反法同盟国家希望确保路易十八授予法国一部宪法，以此作为稳定与和平的保障。
塔列朗的《1814年宪法》被否决，成立了一个拼凑的新的委员会。委员会迅速起草了一部命名为“宪章”的文本，他们找出这个跟君主制有关的词汇，为的是跟宪法这一理念的革命形象决裂。这部“宪章”是一部妥协的本文，它承认法国大革命期间获得的重要原则（宗教自由，赋税面前平等，...）。为了重建国家的凝聚力，对1814年以前的行为进行政治特赦。然而，另一方面，“宪章”重申了君主的行政权、立法权和司法权，以及他解散众议院和任命贵族的能力。议院是通过纳税选举制选出，拥有比第一帝国时期更大的权力；司法体系主要承袭自第一帝国，尤其是《民法典》。“宪章”是本着妥协的想法编写的，它招致了最强硬的保皇党人的谴责，特别是宗教团体“信仰骑士”的成员。然而，文本过于含糊不清，以至于不同的政治派别都期待它在实施上符合自己的希望。
同时，路易十八于5月12日下令重组法国军队的步兵部队，以便“为和平确定法军步兵部队的力量和编制”，并且抛弃三色旗，使用法国王室的白色旗。
组建的政府没有首脑，所有的部长都向国王汇报，同时，政府受到俄罗斯大使和英国大使的监督。对这个1791年就离开了的国家，路易十八已经不太了解，他发起了大规模的统计调查，为的是更好地熟悉他所统治的居民。新闻自由也让他了解到反对政权的那些批评。贵族受到尊重，好让他们忠诚，而宫廷又开始过起奢侈的生活。
外交部长塔列朗親王的出现使法国能够参加维也纳会议并继续维持大国的地位。在国内，财政部长路易男爵实施了一项财政政策旨在恢复国家的财政，特别是出售许多公顷的森林（其中一些是从教会没收的），另外，尽管有所许诺，然而继续征收间接税，这尤其涉及到普通人的生活用品。虽然这项政策显得很有效，但却使政府失去了一部分穷人。
此外，贵族，特别是流亡者，不欣赏路易十八为寻求统一所致力的精英混杂的企图。实际上，法国大革命的贵族受害者原本希望收到赔偿，不过他们得不到。另外，这一时期的特点是神职人员势力的回归，他们强迫宗教游行和赎罪仪式，并且禁止星期日假期，同时在教育领域获得某些特权。这必然引起批评，有时甚至激起反教权主义。最后，军队人数减少，军人遇到困难，使他们产生不公平的感觉，加之一些士兵早已因抛弃三色旗而受到伤害，这些士兵对政权的反对进一步升级。波旁复辟源于对和平的希望，然而，随后暂时的平静使分裂再次出现，使希望再次落空：阿图瓦伯爵的亲信为实现一个更加专制的政权而积极活动，他们过分的行为阻碍了路易十八的和解之举。逐渐地，反对派觉醒了。

#### 百日王朝

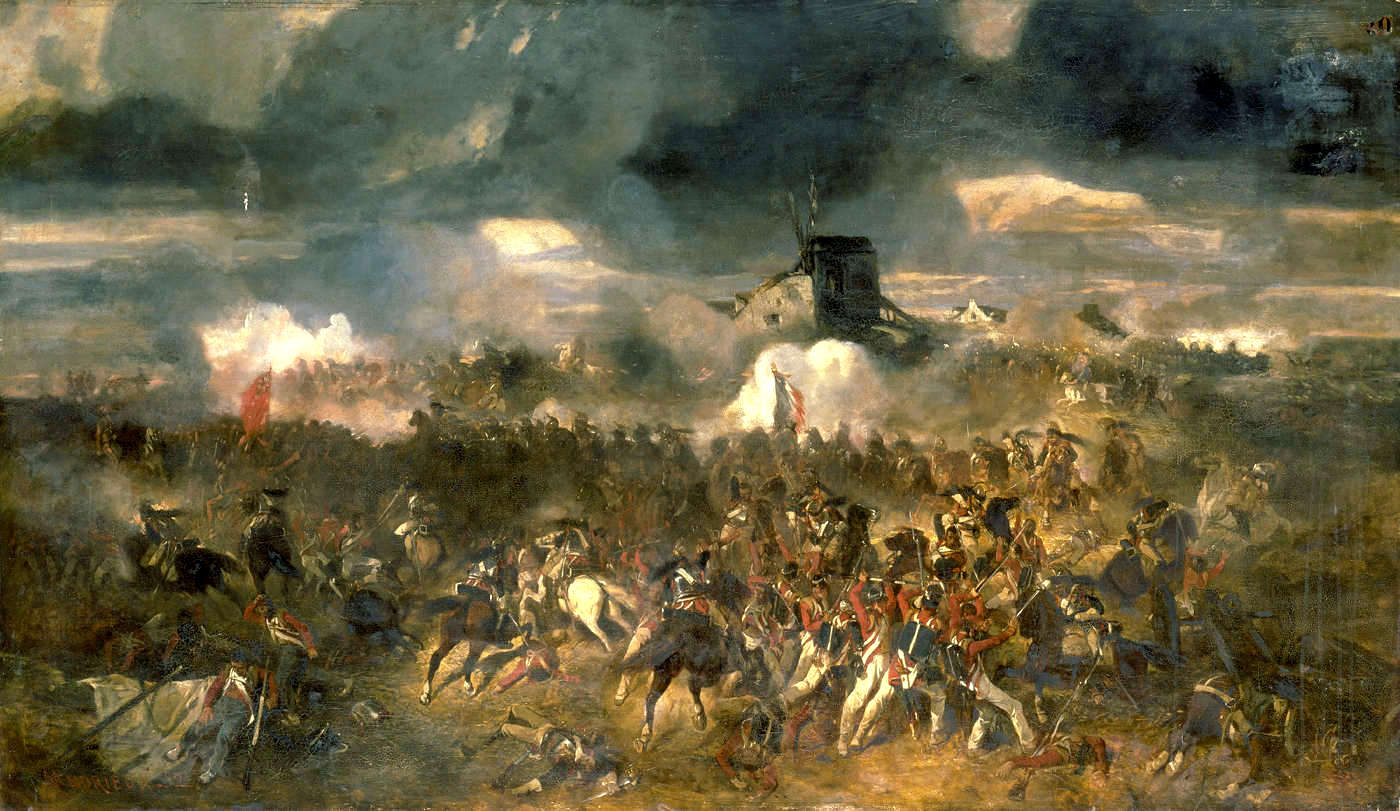
滑铁卢战役给百日王朝画上了句号。

这些反对者，尤其是军人，把他们的希望寄托在拿破仑身上，他是昔日胜利的象征。对拿破仑而言，他没有领取国家应该支付给他的年金（根据其退位条件），并决定利用越来越多的反对者，试图重新获得权力。1815年3月1日，他率领一千人在胡安湾登陆。面对他的前进，政府做出的反应是试图用军队对抗他。许多人加入拿破仑不断壮大的队伍，防守巴黎显得很困难。最具标志性的背叛发生在内伊元帅身上，他站到拿破仑一边，反对拿破仑似乎是情非得已。
面对不利局面，路易十八选择离开这个国家，而这就恰恰发生在拿破仑进入首都之前。3月23日，路易十八越过边界，准备前往根特。在外省，保皇党人的暴动企图以失败告终。虽然成立了流亡政府，但是路易十八很清楚，他的王位的前途与外国势力的活动关系密切。1815年6月18日，拿破仑在滑铁卢战役被打败，百日王朝很快就结束了。

### 在混乱与向往自由主义之间，第二次波旁复辟的开始（1815年至1820年）

#### 回到君主制

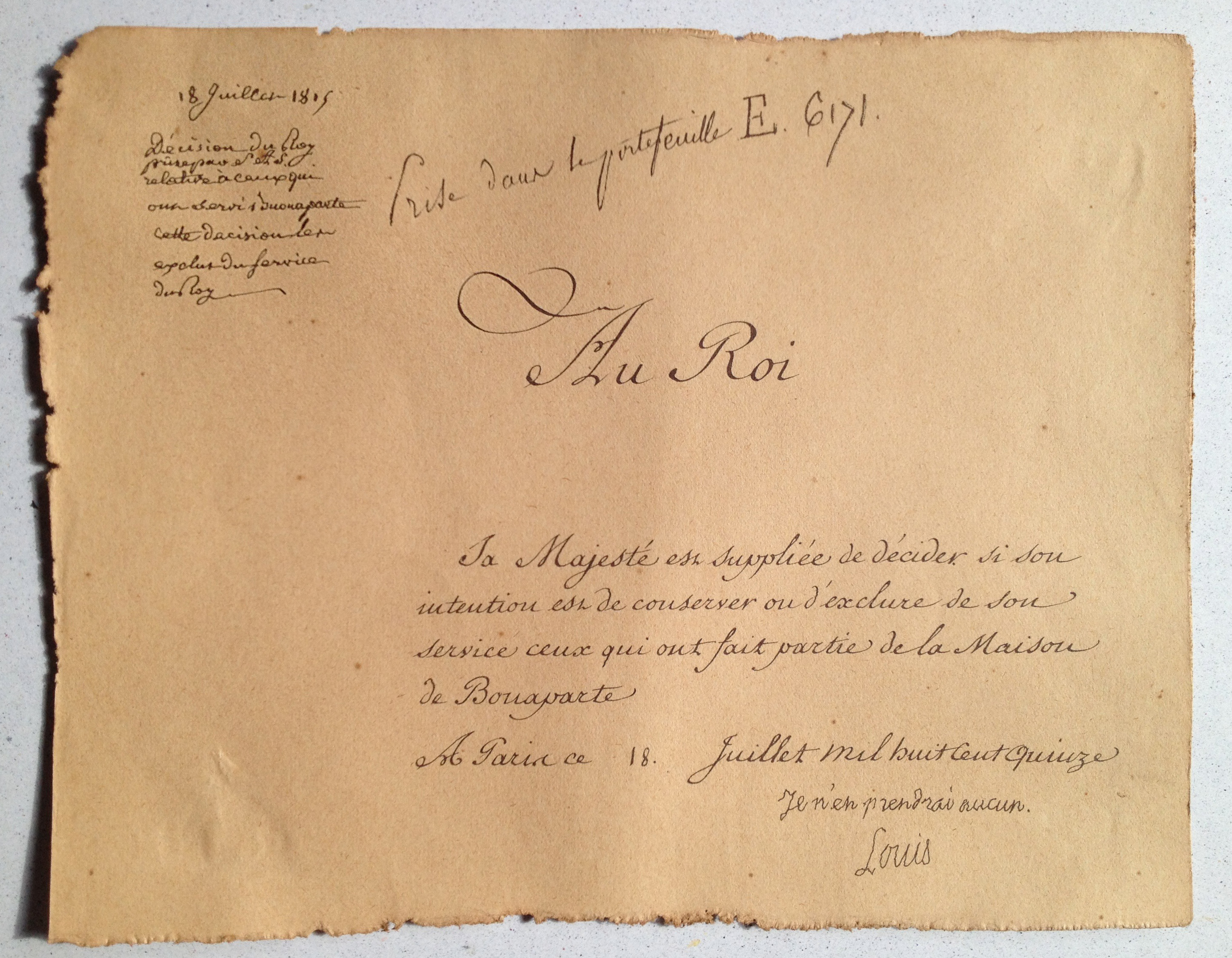
路易十八的一份记录，或许他的意图是保留或排除那些曾经是波拿巴王朝的部门（巴黎，1815年7月18日）。

尽管拿破仑倒台了，波旁家族的处境却并不怎么令人羡慕。路易十八的政权顷刻就崩溃了，在外国势力的眼中，把这作为稳定性的保证是无法令人信服的，他们认真地考虑求助于奥尔良家族。对于流亡中的路易十八，唯一的支持者是滑铁卢的胜利者威灵顿，一位有威望的支持者。但是，就像在第一次波旁复辟的时候一样，外国势力决定根据国内形势的发展权宜行事。这不是很有利：众议员们对国王仍怀有敌意。
富歇的作用是决定性的。通过操纵议院，同时排除所有潜在的觊觎者，并宣布法国投降，他为路易十八的返回铺平了道路，而俄罗斯军队7月6日抵达巴黎更加速了路易十八复位的进程。两天后，在塔列朗的支持下，路易十八返回首都，这令反法同盟国家感到意外。这种返回——“坐着外国的货车”返回——被部分舆论做出了负面的解读：很长一段时间，反对者指责路易十八是依靠外国入侵重返王位，更何况这一次反法同盟势力占领了法国，这是一种民众很难接受的状态。
从9日开始，路易十八把政府交给塔列朗。负责警察部门的富歇实际上同样处于领导地位。他们努力确保议会拥有更多的权力、确保新闻拥有更大的自由，同时，政府部门受到清洗，以防止再次出现百日王朝那样的事。

#### 白色恐怖和“无双议院”

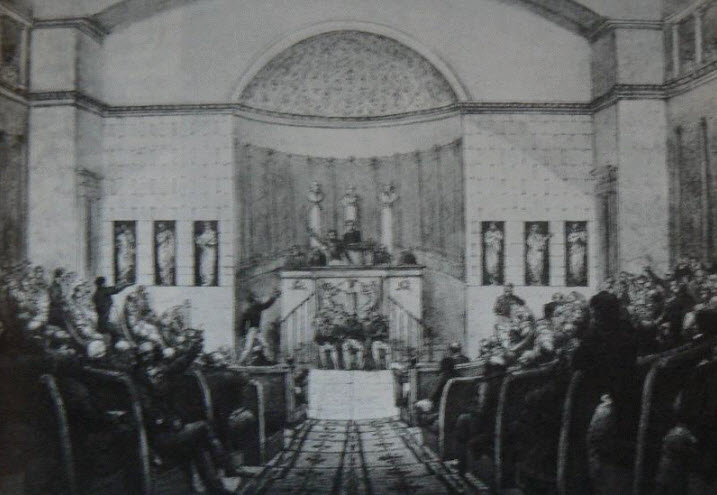
1815年当选的众议院被国王称为“无双的”，国王没想到能得到如此多赞成专制的众议员。

为了使王国内部的凝聚力再一次稳固，路易十八必须能够消除百日王朝引起的怨恨，但不能得罪他的极端支持者。因此，国王承诺“原谅误入歧途的法国人”，但是，他也声明，那些让拿破仑回来的人将受到惩罚。富歇负责准备一份要判刑的人员名单，起初有300人，最终减少到大约六十人，其中只有二十人被定罪。这些措施远远不能满足极端专制主义者的要求，他们以大肆劫掠作为报复，尤其是在南方。政府的信誉在一定程度上受到削弱，因为它没能完全制止这场白色恐怖。由于统治者对该事件的谴责使政府失去一部分极端分子的支持，其信誉再次丧失。
另一方面，为了彻底结束百日王朝，路易十八解散了议会并且安排新的立法选举，同时，采取若干措施（例如，降低投票的法定年龄）以求能阻碍雅各宾党人和纯保皇党人的选举。不能指望这个国家选举时的局势。拿破仑回来的几个月混乱不堪，再加上白色恐怖的暴行吓坏了一部分选民，因此他们把票投给了极端保皇党人，那些国王也不希望的专制君主制的党徒。极端保皇党人组成了当选议院的十分之九，这让路易十八把议院称为“无双的”。
为了使议院满意，塔列朗马上将富歇排除出政府，因为他当年参与判处路易十六死刑一事过于出名。塔列朗知道，就他而言，是否能保住政府首脑的位子将取决于他是否能处理好同外国势力的和平谈判。他还是辞职了，因为新的《巴黎条约》显得比以前那个更加苛刻（一些领土的丢失，多年的外国占领以及支付沉重的赔款）。路易十八立即用黎塞留公爵替换他。黎塞留公爵是位前流亡贵族，他出任政府首脑让议院放心。
在政府中，他的影响力很快就被德卡兹的影响力分摊了。德卡兹顶替的是富歇，并且深得国王喜欢。议院已经被宗教团体“信仰骑士”渗透，它采取了多项严厉的措施来对付那些可能危害政权的人，同时，使监禁那些涉嫌阴谋的可疑分子变得更容易。另一项法律迫使许多参与判处路易十六死刑、又参与百日王朝的人流亡，特别是富歇，而且还有卡诺和大卫。政府不得不多次地限制暴行，现在它成为一场“合法的白色恐怖”。实际上，尽管这些措施的效果比起“无双议院”的传奇故事仍然有限，但它们的象征意义却更强烈地吸引了舆论的关注，并且更损害了路易十八所向往的稳定。一方面是议院，另一方面是政府以及统治者，它们之间的对立终于达到了再也无法容忍的程度。德卡兹成功地使黎塞留和路易十八都认同了解散议院的必要性。1816年9月，议院突然解散了。作为一项挽救《1814年宪章》的措施，它深受民众欢迎。

#### 德卡兹和波旁复辟的一段自由主义期

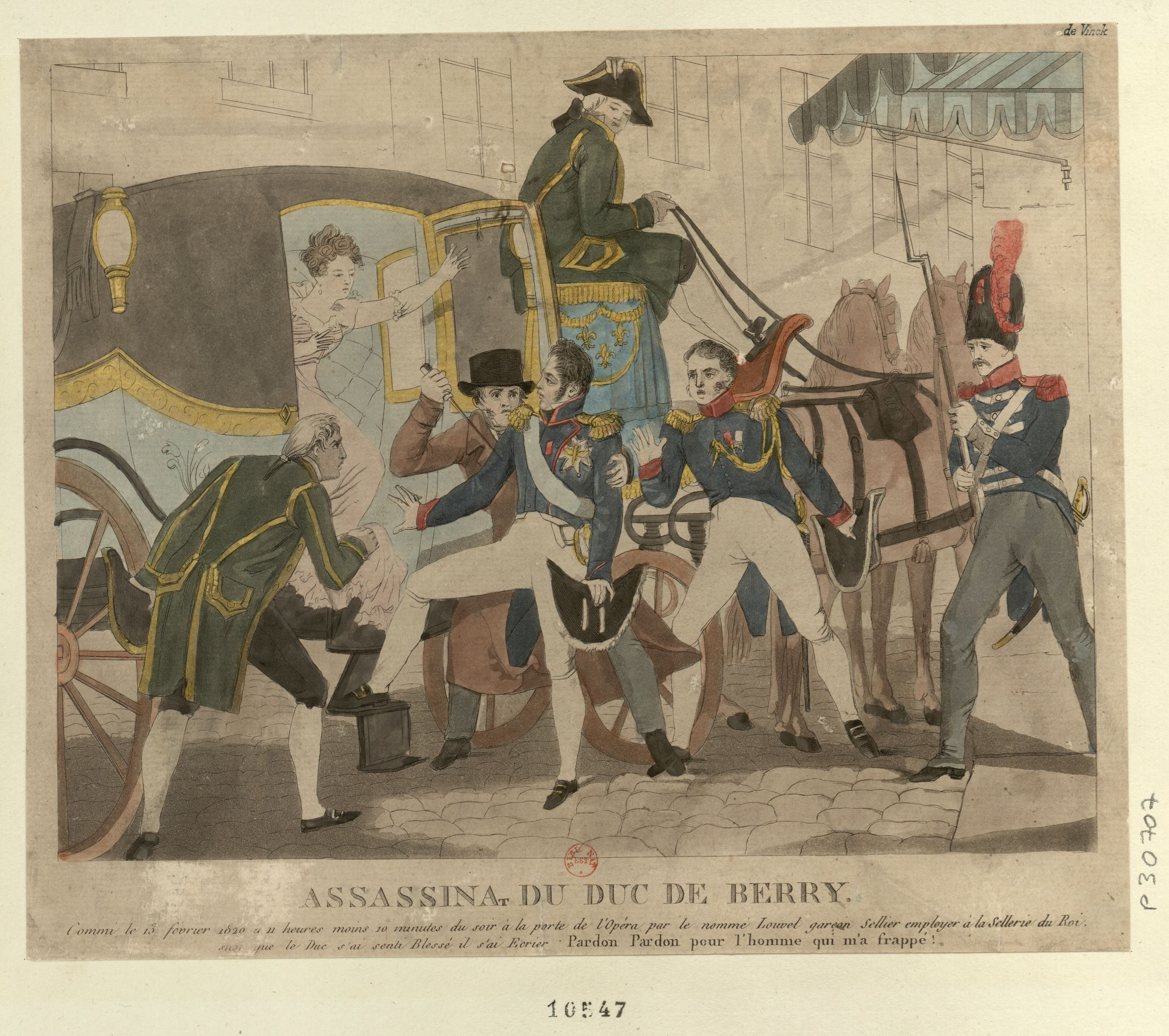
1820年，贝里公爵遇刺，这激起了自由主义者和极端保皇派之间的不和，并且结束了波旁复辟的自由主义期。

在“无双议院”结束后的立法选举期间，德卡兹确认温和保皇党人的竞选得到了省长的支持。政府对部分竞选的支持和国王对选举委员会主席的任命同样确保了极端保皇党人的失败，他们的失败没有丝毫悬念。于是，黎塞留和德卡兹（前者1818年离开政府）在重申国王的权力的同时，大胆地采取更加自由的政策。1816年和1817年被小麦供应匮乏严重地困扰，饥荒引起了一些叛乱，需要军队的干预。不过，这些麻烦并没有沦为被政治利用的工具。
这一时期还通过了一些重要的自由主义法律，尤其是1817年的《莱内法》（《Loi Lainé》），它大幅地修改了选举程序。这一操作针对的是年龄大的选民和资产阶级选民，一般认为他们属于政府的意向，目的在于继续限制极端保皇党人的影响力。然而，这是一个战略上的错误，因为实际上是亲奥尔良的左派自由主义者从这些变化中受益。通过《古维翁-圣西尔法》（《Loi Gouvion-Saint-Cyr》），军队内的晋升变得更公平，也使自由主义者满意。最后，《塞尔法》（《Lois de Serre》）使自雅各宾专政以来就一直没有自由的新闻界获得了极大的自由。对于德卡兹来说，《塞尔法》很快就显示出危险，极端保皇党人的出版物抓住机遇发布评论，而共和主义者可以重新开始传播他们的思想。波旁复辟的自由主义期也看到了一定的经济繁荣，另外，特别是外国占领的及早结束，这也是黎塞留作为政府首脑的最后活动。
这段自由主义期在1820年突然结束，结束在一个同极端保皇党人的紧张关系加剧的时刻。路易十八没有后代，王朝的未来令人担忧。他的弟弟阿图瓦伯爵有两个已经日渐变老的儿子，长子没有后代。因此，希望落在贝里公爵身上，他现在只有一个女儿；王朝的未来取决于他的后代。所以，他在1820年2月13日被谋杀时，令人震惊。这场谋杀，被看作是一场弑君，被揭露为一场阴谋的结果，对极端保皇党人来说，它是一次让德卡兹倒台的机会，于是他们要求自由主义的改革对此事件承担责任。尽管政府首脑提出特别措施来安抚极端保皇党人，但他还是遭到了公开的反对，并且国王的亲信坚决要求他辞职，不久，德卡兹辞职了。于是，黎塞留犹豫了一下，接替了他，同时得到了阿图瓦伯爵的支持。几个月后，贝里公爵遗腹子亨利——被君主制的拥护者称为“奇迹的孩子”——的出生，加强了事件的象征意义：尽管遭受了打击，波旁王朝未受到损害。

### 从专制主义者的反动到波旁王朝的灭亡（1820年至1830年）

#### 从黎塞留到维莱尔，极端保皇主义的重要时刻

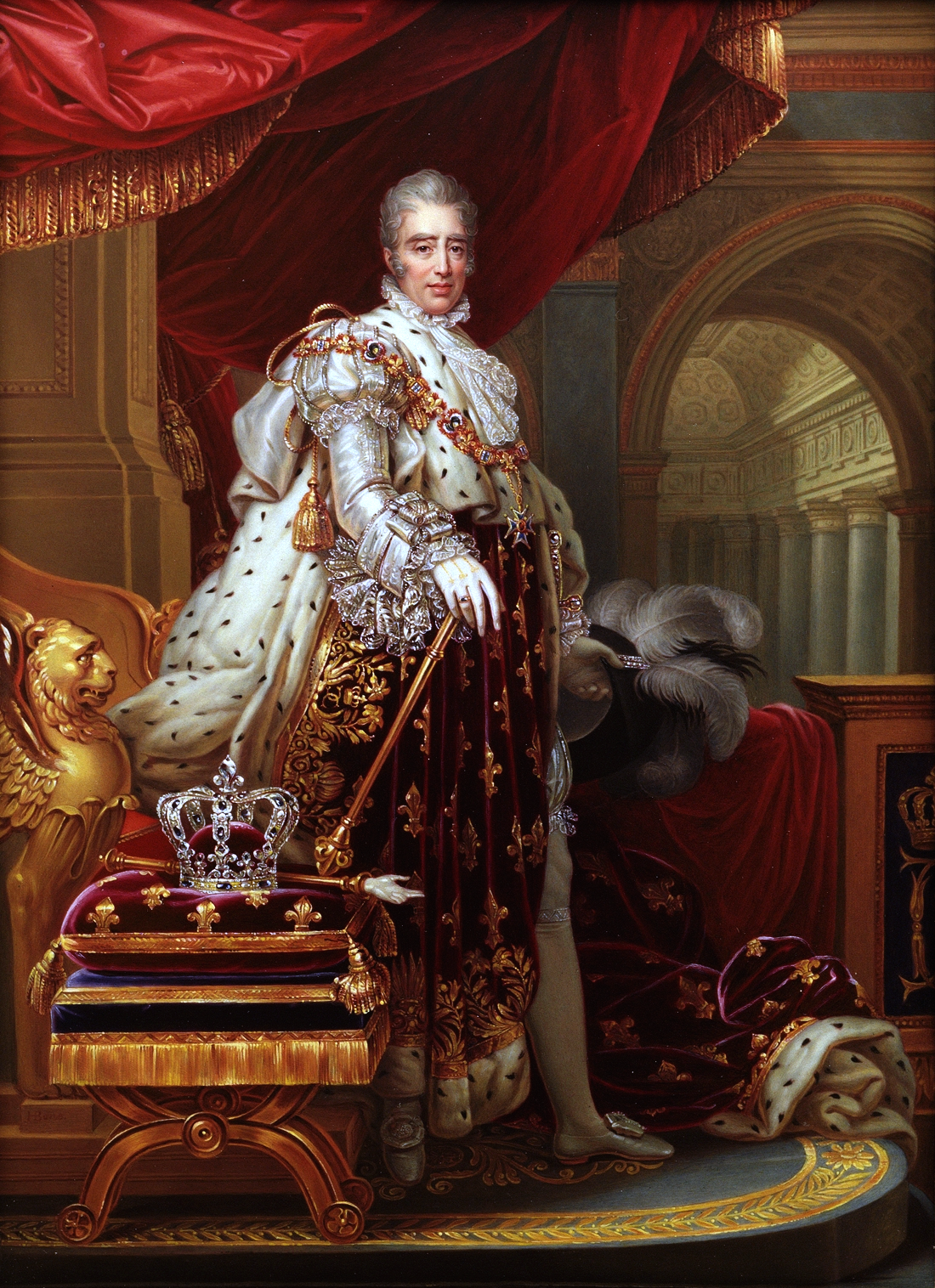
查理十世，极端保皇主义的保护人，1824年登上王位，此时处于维莱尔内阁执政期。

起初，黎塞留出任政府首脑并没有从跟本上改变什么：总体来说，部长们仍然和德卡兹时期一样，并试图采取中间偏右政策。此外，黎塞留为安抚极端保皇党人而通过的特别法已经被他的前任准备好。这些法律方便逮捕并限制新闻自由，严重地束缚了反对派。另外，1820年通过的选举法特别地引入了双重投票的概念，新的选举法对极端保皇党人极为有利，他们以大幅领先赢得了当年举行的选举。从这时起，黎塞留必须跟他们拉近距离，并且同他们中的一些人一起共事，特别是维莱尔。很快，政府首脑不得不面对左派的反对，但也还要面对极端保皇党人的反对：左派批评他的政策，极端保皇党人认为他的政策还远远不够。政治上温和的路易十八，日渐衰老和衰弱，越来越受到阿图瓦伯爵的影响。面对各方面的压力，黎塞留最终让位于维莱尔，因为他希望延长新闻审查期而引起了左右两派的强烈抗议。
1821年底开始的维莱尔内阁是波旁复辟期执政时间最长的内阁，它见证了极端保皇思想的实施。组成这届内阁的人员由阿图瓦伯爵直接挑选，因此他可以操纵他们的政策。政府被清洗，并且维莱尔保证，从1822年起，公职人员支持极端保皇派候选人的胜利。作为财政部长，维莱尔实行了一项重要的财政整顿政策，不过未能实现财政结余，并且实行了财政集权。他还为长期机制奠定了基础，例如审计法院对政府支出的监管。维莱尔内阁的另一个重大举动是让法国为神圣同盟出兵西班牙，目的是要在西班牙重建专制君主制。尽管维莱尔起初遭到反对，但右派极力推动，法国为此获得了一定的国际声誉。这些胜利也让维莱尔可以利用当时非常有利的气氛在1824年解散众议院，并且选出极端保皇党人占压倒性多数的新一届众议院，任期七年。
同样也是在维莱尔内阁执政期，1824年9月，路易十八去世。他的弟弟阿图瓦伯爵——查理十世——继承了他的王位，从而获得了一个更加舒适的地位来推行一个“极端的”保皇主义政策。为此，这一时期通过了多项法律，特别是“流亡贵族的十亿法郎”法，旨在向法国大革命期间财产被充公变卖的贵族提供赔偿。在纪念路易十六的赎罪仪式期间，法国大革命的遗产也受到质疑，不过这也是在宗教团体“信仰骑士”的压力下“王室和教会同盟”巩固的结果。许多主教被封为贵族，而且，教会对教育的影响因弗雷西努斯主教的活动而增加。面对教会势力的回归，舆论态度冷淡，特别是《亵渎法》（《Loi sur le sacrilège》）通过的时候，从此以后判处死刑。
最终，维莱尔招来了两方面的反对；首先是新一代的自由主义者，他们逐渐获得声望，另外还有右派的极端保皇党人，维莱尔得罪了他们，例如蒙莫朗西和夏多布里昂。正是在这种背景下，再加上经济危机，内阁在1826年经历了几次挫折，特别是关于长子继承权的法律草案遭到否决，还有旨在进一步加强新闻审查的“正义和崇拜”法也遭到否决。抗议同样也指向了国王，特别是当他在检阅完国民自卫军后，国民自卫军对他发出了嘘声。维莱尔对国民自卫军的解散引发了汹涌的抗议浪潮。于是维莱尔试图孤注一掷，任命了76名己方的贵族院议员，并且宣布解散众议院。他再一次获得多数席位的希望是徒劳的：左派和右派的反对党联合起来将其置于少数。1828年1月5日，查理十世组建了新一届政府，这一次没有维莱尔。

#### 政府的最后尝试

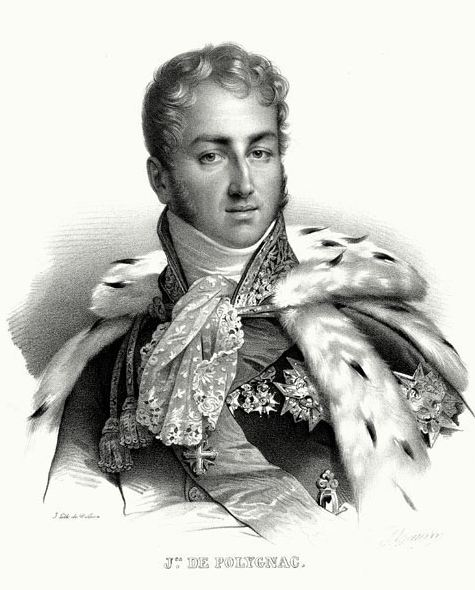
有波利尼亚克作政府首脑，查理十世试图回到极端保皇主义，这给政权带来了致命的后果。

维莱尔的倒台留下了一个难以控制的众议院，没有真正的多数党。因此，开始的时候，查理十世组建了一个中间偏右的内阁试图选择和解，同时，他跟维莱尔保持联系，并考虑一旦情绪缓和就回到更加专制的制度。这样组建的内阁很快就找到马蒂尼亚克出任首脑。他采取措施打压教会以实行自由主义政策，尤其是限制耶稣会会士和宗教圣会的影响，并且，他又在一定程度上回到了压制新闻自由的法律上。然而，马蒂尼亚克很快就招来国王和议院的敌意，并且在1829年初在众议院遭受多次挫折。于是，国王等待议会的会期结束，然后将马蒂尼亚克解职。
随后，国王求助于极端保皇党人波利尼亚克，他围绕自己组建了一个纯保皇党人政府。刚刚被任命，波利尼亚克就引来反对派媒体的批评，甚至还引来他自己阵营部分人士的批评。此外，在反革命思想的余波之中，政府采取了一些具有象征意义有强烈影响的措施：例如，为基贝龙登陆战所举行的纪念仪式。这些举措激起了自由主义者的公开反对，他们以“宴会”的形式举办政治性集会，在宴会上，他们表达了《1814年宪章》的重要性。
政府自身未能保持团结，而一部分反对派正在考虑求助于奥尔良家族。1830年初，政府招来众议院的反对。鲁瓦耶-科拉尔向国王发出请愿书，402名众议员中有221名在上面签名。国王强硬地做出回应并解散议会，这震惊了政治上最温和的部长，他们选择离开政府。

#### 政权的结束：七月革命

欧仁·德拉克罗瓦的《自由引导人民》是七月革命的象征性体现。

为了提高王室的声望应对7月份的选举，查理十世于5月25日发起阿尔及尔行动，行动的目的是占领这片领土，原因是海盗活动阻碍了地中海贸易。法国在阿尔及利亚的存在从此开始。众所周知，法国占领了阿尔及尔，然而为时已晚，反对派在众议院成为多数党。
7月25日，查理十世暂停了新闻自由，解散了众议院，并通过四项《圣克卢法令》（《Ordonnances de Saint-Cloud》）减少了选民人数。新的选举定于9月举行。对于舆论来说，这是一场真正的政变。7月27日，记者发出抗议。成群的巴黎市民被共和党人和前烧炭党人组织起来，在他们的煽动下，紧张的局势终于引发了七月革命。7月27日晚，巴黎设置了路障。拥护君主政体的自由主义领袖，像基佐、卡西米尔·佩里埃，甚至拉法叶，试图同查理十世谈判，然后决定窃取这场政治运动，原因是他们担心出现共和政体。至于国王，尽管他撤回法令并组建了一个没有成果的内阁，但他终未能扭转局面。
7月30日，众议院议员任命奥尔良的路易-菲利普为王国摄政，他于次日接受这一任命，而此时，巴黎市政委员会宣布，查理十世停止对法国的统治。两天后，8月2日，国王退位，他的儿子放弃王位继承权，让位于波尔多公爵。波尔多公爵年龄太小无法管理国家，当被废黜的国王离开法国的时候，普遍认为应该由奥尔良公爵进行摄政。然而，已经太晚了：路易-菲利普担任王国摄政和采纳三色旗的消息已经传遍法国，没有人关心国王的继位。
8月3日，奥尔良公爵以王国摄政的身份召集议院并组建政府，以便修改《1814年宪章》，这被明确多数同意。8月7日，修订后的宪章——《1830年宪章》——获得通过，奥尔良公爵成为国王。他拒绝使用菲利普七世这一象征性称号，而采用路易-菲利普一世，以更好地显示朝代的变化。这就是波旁复辟的结束和七月王朝的开始。

## 波旁复辟时期的法国

### 议会振荡
这一时期的众议院，极端保皇党人和自由主义者两股势力此消彼长，不过总体来说，极端保皇党人的势力是逐渐衰退的，而自由主义者的势力是逐渐增长的。
由于受到白色恐怖的压制，君主制政体的反对者几乎没有出现在政治舞台上。法兰西第一帝国已经灭亡，政治家只能拥护君主政体。在国王身后这个单调统一的政治世界里，固然还要防范怀念第一帝国的民众和军队造成的威胁，但存在的冲突也仅仅是几个有影响的政治派别，以及对君主立宪制的不同理解。
众议院政策的交替是由于多数派的滥用（随后：多数派的解散和颠倒）或者重大事件（1820年：贝里公爵遇刺）。
首先是极端保皇党人在众议院取得权力。君主制刚刚复辟，他们是凶残的保卫者，并决心增加国王的权力。百日王朝危机和“无双议院”的出现使他们陷入某种威胁到王国稳定的歇斯底里（“合法的白色恐怖”）。这个极端的议会向国王要求越来越多的权力，1816年，路易十八被迫将其解散。不过，他保留了内阁的部长。自由主义者赢得选举，他们更倾向于一种现代的自由和旧制度下的秩序之间的妥协。他们停止了“合法的白色恐怖”，制定了更加自由的法律（《莱内法》、《古维翁-圣西尔法》、《塞尔法》），但是，路易十八的侄子、可能的继位人贝里公爵遇刺，被认为是自由主义过多的结果。
因此，众议院变得更加保守，与此同时，投票通过了一系列反自由主义的法律（《暂停个人自由法》、《新闻法》、《双重投票法》）。出征西班牙，并且在1823年底获得意想不到的全胜，这使得众议院得以解散，极端保皇党人重返众议院，新法律再次出现（《亵渎法》、《流亡贵族的十亿法郎法》）。但是，众议院每年都进行部分改选，它逐渐变得更自由（《长子继承法》和《新闻法》被否决，新闻审查被废除）。
于是，从1827年起，众议院开始反对查理十世的内阁。议员们对国王的批评越来越多，而国王却不顾众议院正朝着自由主义方向发展的现状，坚决要求保留更极端保皇的部长。众议院对国王的反对更多了。查理十世因众议院的要求和蛮横而恼火，他决定进行政变，强行组建了由公认的极端保皇党人波利尼亚克领衔的内阁。正是在这届内阁执政期，在议会的骚动中，渐渐地，七月革命诞生了。

### 波旁复辟时期的对外政策
波旁复辟时期，在维也纳体系的“严格”框架下，法国定位了自己的影响力，做出了出征西班牙、希腊的决定。出于重新得到欧洲认可的迫切必要，这些行动被进一步推动，而不仅仅是为了国家的真正目的，鉴于当时的处境，政府别无选择。不管政府说什么，公众舆论都没有积极参与予以配合，在1830年法国不能自由运转的时候，这似乎很明显。
即使已经到了1830年，查理十世出兵侵占阿尔及利亚，路易-菲利普承认比利时独立，使政府有勇气分别与英国、与维也纳体系背道而驰，这种勇气也只是一种中立的勇气。

### 无夏之年
1815年4月印度尼西亚坦博拉火山爆发之后，欧洲（以及整个北半球）在1816年经历了所谓的无夏之年，致使许多地方发生饥荒和骚乱，加剧了社会的不稳定。

## 來源
- Alexander, Robert. . Cambridge University Press. 2003. ISBN 0521801222.
- Tuer Bury, John Patrick. . Routledge. 2003. ISBN 0415316006.
- Collingham, Hugh A. C. . London: Longman. 1988. ISBN 0582021863.
- Davies, Peter. . Routledge. 2002. ISBN 0415239826.
- Furet, François. . Wiley Blackwell. 1995. ISBN 0631198083.
- Hudson, Nora Eileen. . Octagon Press. 1973. ISBN 0374940274.
- Ingram, Philip. . Nelson Thornes. 1998. ISBN 0748739548.
- Pilbeam, Pamela. Martin S. Alexander , 编. . Arnold. 1999. ISBN 0340677317.
- Pilbeam, Pamela. . The Historical Journal. June 1989, 32 (2).
- Price, Munro. . Great Britain: Pan. 2008. ISBN 9780330426381.
- Rader, Daniel L. . The Hague: Martinus Nijhoff. 1973. ISBN 9024715520.
- Tombs, Robert. . London: Longman. 1996. ISBN 0582493145.

1. ↑  1815年法国波旁复辟被法兰西第一帝国百日王朝短暂打断。
2. Voir https://gallica.bnf.fr/ark:/12148/btv1b540014439.item （页面存档备份，存于）, https://www.parismuseescollections.paris.fr/fr/musee-carnavalet/oeuvres/retour-du-roi-le-8-juillet-1815-1#infos-principales （页面存档备份，存于） et https://gallica.bnf.fr/ark:/12148/btv1b8414652c.item （页面存档备份，存于）.
3. ↑  Voir https://gallica.bnf.fr/ark:/12148/btv1b540014439.item （页面存档备份，存于）, https://www.parismuseescollections.paris.fr/fr/musee-carnavalet/oeuvres/retour-du-roi-le-8-juillet-1815-1#infos-principales （页面存档备份，存于） et https://gallica.bnf.fr/ark:/12148/btv1b8414652c.item （页面存档备份，存于）.